# 白马会所
白马会所又名完美空间，是歷史上位於中華人民共和國上海市靜安區石門一路旺旺大厦23樓的一個女性私人会所，建筑面积1600平米，內有19間VIP包廂。会所内工作人员全是男性，主要陪女客人聊天喝酒。該會所由总部位於福建的公司诺亚方舟持有。

## 歷史
2012年10月24日，白马会所以上海旺中德餐饮管理有限公司的名義注册成立，註冊時聲稱是一家餐飲企業。2018年8月，該企业提交了包括“白马会所”、“WHITE HORSE”、“PERFECT SPACE”等在內的15条商标注册申请。
後來白马会所因一28岁男員工在过生日时收到巨额生日礼物而受到輿論关注。白馬會所隨後在官方微博刪除大量貼文。2019年1月25日，該私人會所被上海市公安局靜安分局南京西路派出所關閉，会所停止营业。不過1月28日，环球时报記者實地探訪，發現旺旺大厦23楼能上去，裡面也有人，前台和通道所有的东西都还在。2月2日，有人在网上发布了白马会所“超级VIP富婆通讯录”，其中包含60人的名字和手机号码。北京青年报记者按照名单拨打了60個手机号码，发现60个手机号码没有一个可以接通，而且該名单2015年就曾在网络流传，此后以多种不同名称在网络流传。2月3日，黄毅清发文指控歌手兼演員杭天琪是白马会所的常客。